# Филинці
Фили́нці — село в Україні, у Любарській селищній територіальній громаді Житомирського району Житомирської області. Населення становить 356 осіб (2001).

## Історія
У 1923—54 роках — адміністративний центр колишньої Филинецької сільської ради Любарського району.
У 2010—17 роках — адміністративний центр колишньої Веселківської сільської ради Любарського району Житомирської області.

## Населення

### Мова
Розподіл населення за рідною мовою за даними перепису 2001 року:
| Мова       | Кількість | Відсоток |
| ---------- | --------- | -------- |
| українська | 355       | 99.72%   |
| російська  | 1         | 0.28%    |
| Усього     | 356       | 100%     |

## Відомі люди
- Будняк Галина Антонівна (1952 р.) — українська радянська поетеса, журналістка.